# Endoderme oral
L’endoderme oral est chez les coraux un tissu organique du derme oral en contact avec le coelentéron.

## Description

Schéma du derme oral d'un polype.

Il est composé de cellules souches (aussi appelées « cellules interstitielles »), de cellules sensorielles, de cellule épithélio-musculaire, de cellules digestives disposant de flagelles, de cellules à glandes granulaires et de sécrétions enzymatiques. L’ensemble a pour fonction, grâce à des cellules ciliées, de brasser le contenu de la cavité gastro-vasculaire.
Les cellules à glandes granulaires produisent des enzymes (diastases) permettant la digestion des aliments dans la cavité gastro-vasculaire. Cette digestion se fait en deux temps : premièrement, les enzymes vont fragmenter les proies. C’est ce qu’on appelle la digestion intracellulaire. Puis vient la seconde étape de digestion où les cellules digestives vont phagocyter et digérer ces fragments notamment grâce à leur vacuole digestive. C’est ce qu’on appelle la digestion extracellulaire.
Il est important de noter que les coraux sont des animaux pour la plupart symbiotiques avec des algues nommées zooxanthelles qui se trouvent dans ces cellules à glandes granulaires et plus précisément dans une membrane périsymbiotique qui contient en moyenne 50 zooxanthelles (sauf les coraux azooxanthellés).
Les cellules digestives avec les flagelles créent un mouvement d’eau dans la cavité gastro-vasculaire qui entraine les particules et permet de renouveler l’eau, essentiel pour la respiration de l’animal.
Pour assurer le mouvement de cette couche de derme, les cellules épithélio-musculaire disposent à leur base de myofibrilles transversales pour gérer l’extension du tissu.